# ルイス・ファンデルウェストヘーゼン
ルイス・ファンデルウェストヘーゼン（Louis van der Westhuizen、1995年2月25日 - ）は、ユナイテッド・ラグビー・チャンピオンシップ、チーターズに所属するラグビーユニオン選手。

## プロフィール
- ナミビア・ウィントフック出身[1]。
- ポジションはフッカー(HO)。
- 身長 180cm、体重 100kg
- ナミビア代表キャップは27（2025年3月現在）でラグビーワールドカップ2015・ラグビーワールドカップ2019・ラグビーワールドカップ2023のナミビア代表に選ばれた[2][3]。

## 略歴
レパーズ、ウェルウィッチアス、フリーステイト・チーターズを経て、2020年、チーターズに加入。